# Musée Aram-Khatchatourian
Le musée Aram-Khatchatourian est un musée fondé en 1978. La maison-musée a été créée sur la base de la maison privée à l'intersection de l'avenue du Maréchal-Baghramyan et de la rue Plekhanov (aujourd'hui rue Zarobyan (hy)), qui a été donnée à Aram Khatchatourian par le gouvernement de l'Arménie soviétique en 1947.

## Histoire
La maison privée d'un étage (architecte: Mark Grigorian (en)) se composait de cinq chambres spacieuses et avait un jardin près de la maison. La décision du Conseil des ministres de la RSS d'Arménie d'en faire une maison-musée a été prise le 21 juillet 1976, du vivant du compositeur. Il a eu l'occasion de se familiariser avec les croquis du futur projet de construction de maison-musée réalisé par l'architecte Mark Grigoryan, qui a écrit ses observations et suggestions sur la page de titre de l'album du projet.
Après la mort de l'architecte Mark Grigoryan, le travail de conception du bâtiment du musée a été achevé par l'architecte Édouard Altounian.

« Je veux dire qu'il m'a été très difficile d'imaginer la future maison-musée avec un dessin réalisé sur papier. De l'extérieur, c'était très beau et convaincant, et l'aménagement intérieur et l'agencement étaient plus difficiles à imaginer. En général, j'ai aimé le projet, je voudrais l'approuver... »

— Aram Khatchatourian, 29 janvier 1978, Moscou
L'appartement d'Aram Khatchatourian était principalement habité par sa mère et son frère Vaghinak avec sa famille. En visitant sa patrie, il est resté dans cette maison, a reçu des invités, a travaillé et a rassemblé les impressions qu'il a reçues de différentes régions d'Arménie.

## Exposition
La maison privée a été conservée inchangée et le bâtiment de deux étages de la maison-musée qui le complète a été construit sur le territoire du parc. Une petite cour intérieure a été préservée, où, à l'occasion du 105e anniversaire de l'anniversaire d'Aram Khatchatourian, une fontaine commémorative a été érigée. Les cinq arches s'élevant dans la partie avant du bâtiment ressemblent à un diapason.
En 2015, la maison-musée Aram-Khatchatourian est devenue membre de l'Association des musées de musique.

## Galerie

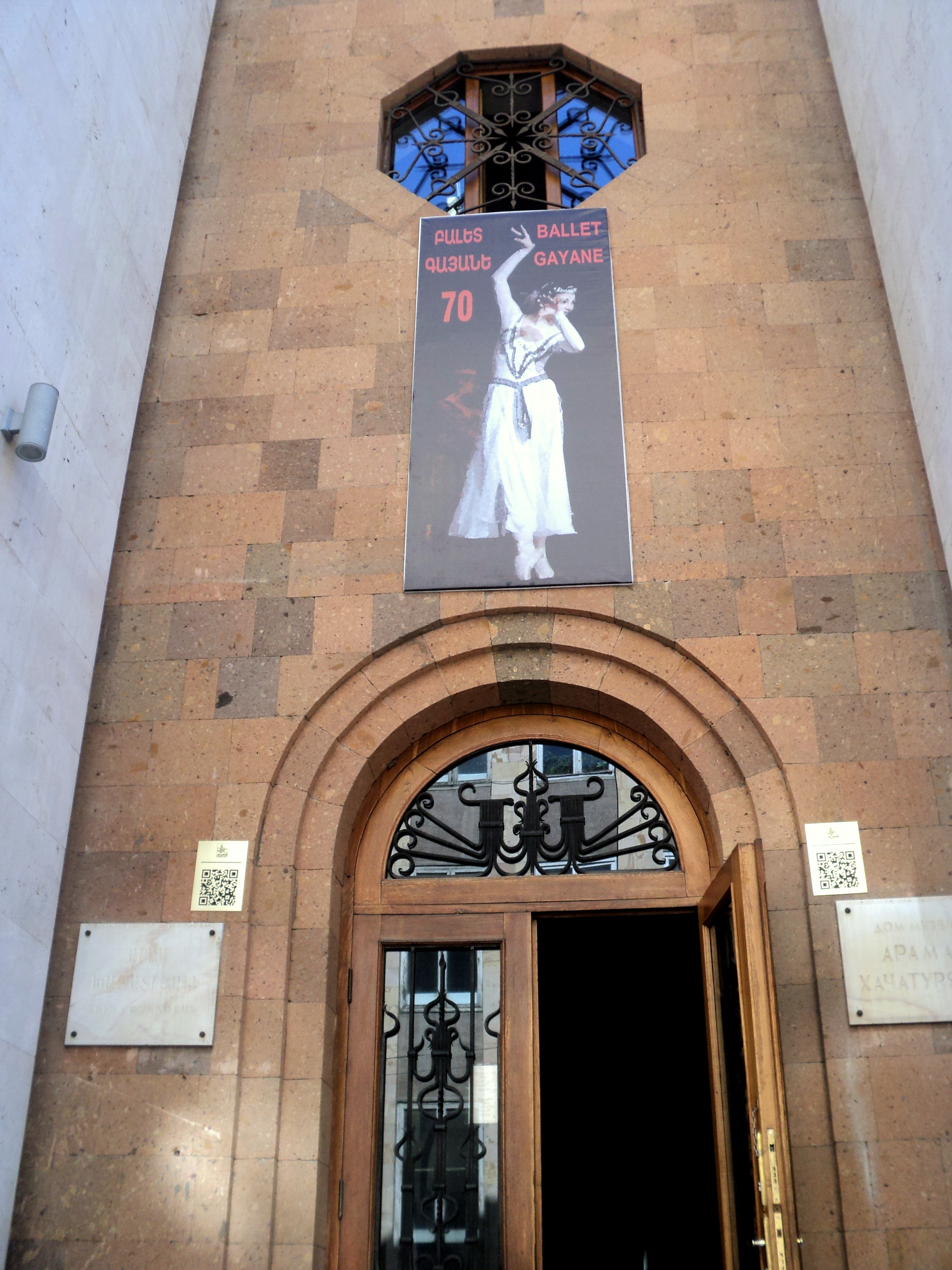
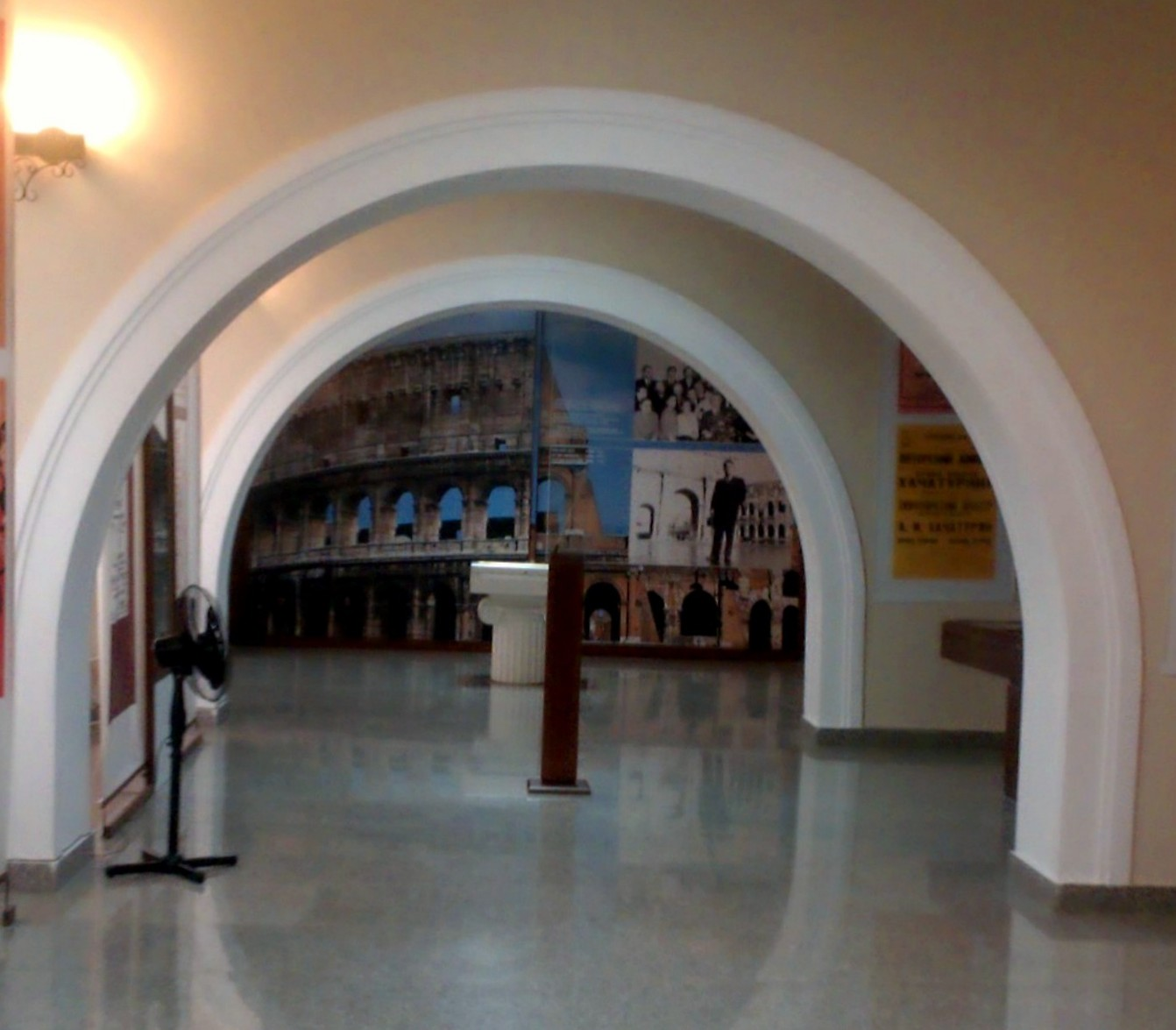
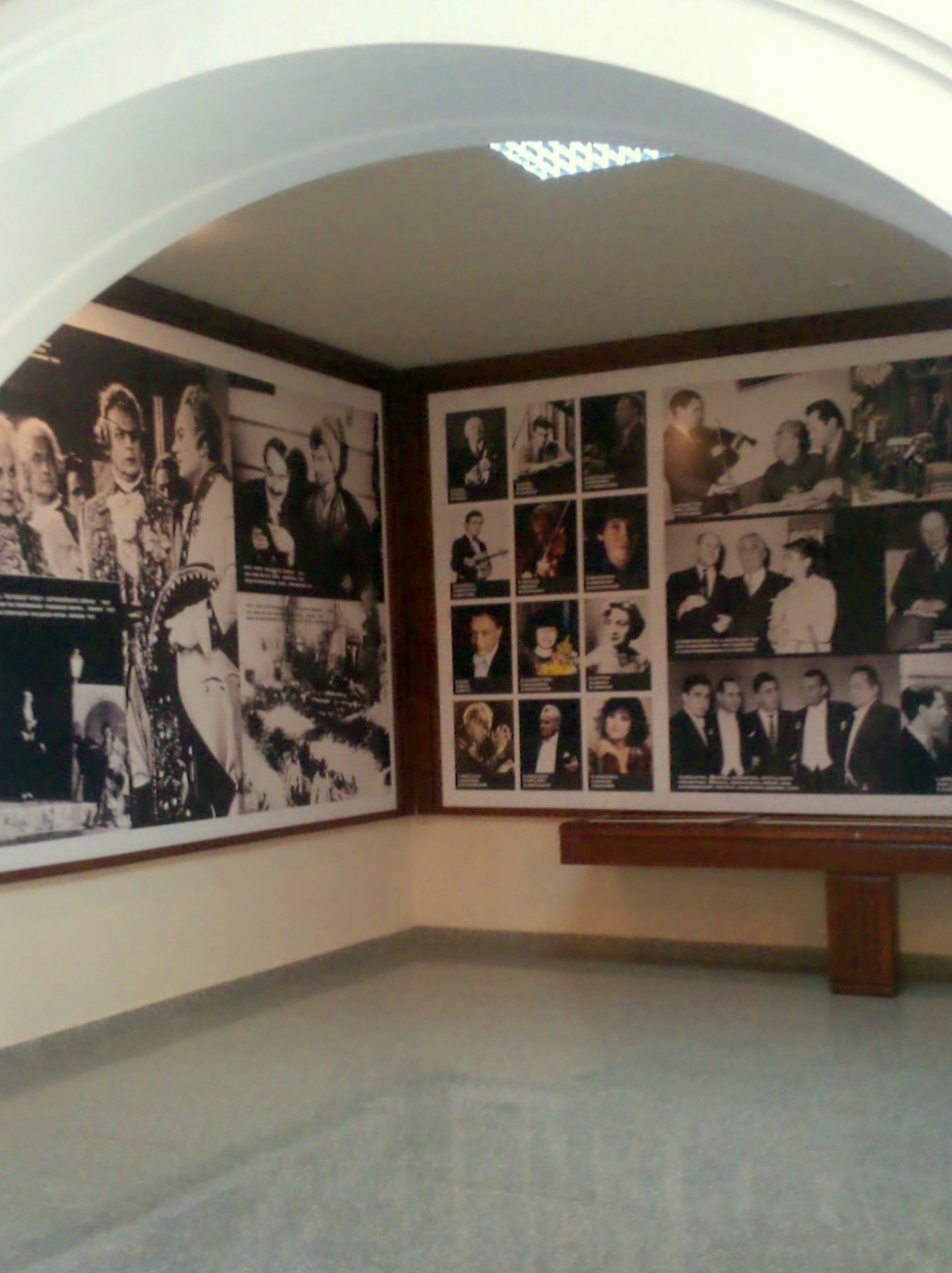
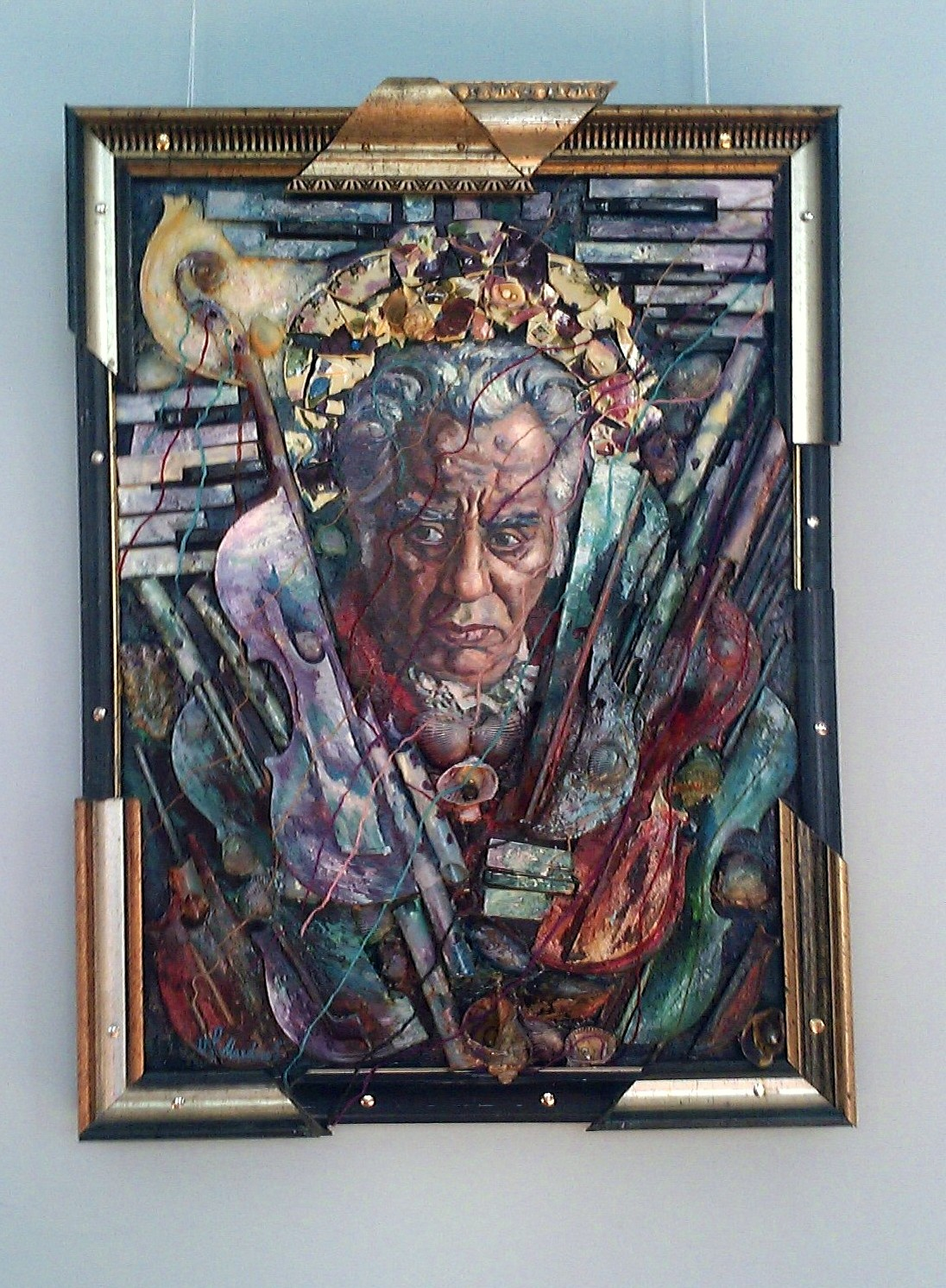